# 金正覺
金正覺（1941年7月20日—），有时被译为金正阁、金正角或金鼎覺，朝鮮民主主義人民共和国軍人、政治人物。朝鮮人民軍次帅。曾任金日成军事综合大学校长。
1941年7月20日生于平安南道甑山郡，金日成军事综合大学毕业，1959年8月入伍。

## 履历
- 1992年4月晋升为上将，9月任人民武装力量部副部长。
- 2002年4月晋升为大将。
- 2007年10月起任朝鲜人民军总政治局第一副局长。
- 2009年4月9日当选国防委員会委員。
- 2010年9月朝鲜劳动党第3届党代表者会当选政治局候补委员、中央軍事委員会委员。
- 2011年朝鲜最高领导人金正日的告別儀式，他是七位扶靈高官之一[1]。
- 2012年2月，朝鲜劳动党中央军事委员会、朝鲜民主主义人民共和国国防委员会决定，授予朝鲜人民军总政治局第一副局长金正覺次帅称号。
- 2012年4月出任人民武装力量部部长。[2]
- 2012年4月朝鲜劳动党第4届党代表者会当选政治局委员。
- 据韩国媒体称，任职仅7个月后，金正覺就被朝鲜最高领导人金正恩罢免，延坪岛炮击事件的指挥官，现年72岁的金格植则接替了他的职务。[3]
- 2014年3月金正覺在第383号开丰选区当选第13届最高人民会议议员，具体职务为：金日成军事综合大学校长。
- 2018年2月，金正覺出任朝鮮人民軍總政治局局長，接替黃炳誓。
- 2018年4月，獲補選為國務委員會委員[4]。
- 2018年7月，卸下朝鮮人民軍總政治局局長一職，由金秀吉繼任。